# 喬治亞州州旗

目前的喬治亞州州旗

喬治亞州州旗（英語：Flag of Georgia），是美國喬治亞州的州旗，現在的州旗的啟用於2003年5月8日，旗幟為紅－白－紅相間的水平條紋，旗角為藍底，上有喬治亞州州徽，下有美國的格言“In God We Trust”（「我們信仰上帝」），外圍13顆星星，代表了包括喬治亞州在內的美國最早的13州。

## 歷史上的州旗
由於在歷史上為主張蓄奴的美利堅邦聯和現在白人至上主義團體所使用，繪有邦聯軍旗的1956年版州旗惹來部分州民的強烈反感。特別是非裔美國人：不但是因為它在美國內戰使用過，而且當時美國正處於反對種族隔離政策的民權運動的高峰期。就算是在白人社群也不是一邊倒支持這個設計的。美利堅邦聯女兒 （United Daughters of the Confederacy）一份聲明亦指出此旗會引起事端。
21世紀以來，支持使用1956年版州旗的人宣稱該設計當時是紀念五年後的美國內戰一百周年，對此持批判立場的人士，包括代表喬治亞州的聯邦眾議員約翰·劉易斯，則認為這不過是對種族主義分子的抗議象徵，特別是針對布朗訴托皮卡教育局案的裁決（Brown v. Board of Education）。聯邦上訴法院在1997年指出1956年更換州旗的法律是當年州議會一系列立法的一部分，當中包括了否決布朗案和對當時的馬爾溫·格里芬宣稱「整個國家在廢除種族隔離制度的議題上正注視喬治亞州」進行回應的法案。 
要求更換州旗的政治壓力在1990年代－特別是在籌辦在亞特蘭大舉行的1996年夏季奧運會期間升級。全國有色人種促進協會 （National Association for the Advancement of Colored People，簡稱NAACP）視之為一重要議題，部份商界人士亦擔心對地方經濟帶來負面影響。當時的州長澤爾·米勒曾試圖去除軍旗圖案，但州議會拒絕通過一切相關法案。很多亞特蘭大市民和一些當地政客則拒絕採用此款州旗，而懸掛1956年以前的版本。 
之後的一任州長羅伊·巴恩斯對更換州旗日益高漲的呼聲作回應，在2001年在抗議聲中迅速透過州議會完成了程序。得出的設計是妥協的產物：在「喬治亞州的歷史」中標語下把部份舊州旗包含當中，當中包括了受爭議的1956年的州旗、最早的13星美國國旗、1879年以前的州旗、1920年版州旗和目前的美國國旗。
這面州旗冒犯的成份消失了，但同樣不受州民歡迎。它被認為是「由一般人設計的」，因为它構圖複雜且圖案細碎。在當年一項由北美洲旗幟學會對北美洲各州、省旗幟進行的評比中，該面州旗以大比數名列最末。該會的評語是：「 （該設計）違反了所有好的旗幟設計的原則」。

## 目前的州旗
2002年，桑尼·普渡當選喬治亞州州長，他其中一項政綱就是容許州民就州旗舉行公民投票。結果他讓很多支持1956年版州旗的人失望－他們希望投票以他們喜歡的版本為基礎，但他最後在2003年把這個權力交給州議會。州議會提出的設計揉合了過去各個版本的元素，它模仿了第一面美利堅邦聯國旗，而非邦聯軍旗。普渡州長在5月8日簽署批准了法案。
2003年的法案也授權公眾投票選擇2001年或2003年的版本作為正式的州旗。公投在2004年3月2日，即該州的總統初選中同時進行。支持1956年方案的抗議人士"flaggers"，則呼籲杯葛公投。假若2003年的版本被否決，1956年的版本才會成為可供選擇的方案。結果 2003年的版本以73.1%的票數獲得通過。

## 對州旗的誓詞
|  | I pledge allegiance to the Georgia Flag and to the principles for which it stands: Wisdom, Justice, Moderation. 我向喬治亞州州旗及其所代表之原則，即智慧、正義和中膺宣誓…… |

## 外部連結
- 州旗歷史
- 新喬治亞州百科全書（页面存档备份，存于）